# میقان
میقان از روستاهای بخش بسطام شهرستان شاهرود در استان سمنان ایران است.
مرحوم آیت اللَّه العظمی سید جعفر حسینی شاهرودی (معروف به کشفی) از فقها و مراجع عالیقدر جهان تشیع در همین روستا دیده به جهان گشود. از آثار آن مرحوم
1. رساله عملیه
2. رسالة فی الأمر بین الأمرین

به جا مانده است.
جمعیت روستای میقان بر پایه نتایج سرشماری سال ۱۳۸۵ برابر با ۲٬۲۰۷ نفر (۵۸۷ خانوار) بوده است.همچنین براساس نتایج آخرین سرشماری عمومی نفوس و مسکن که در سال ۱۳۹۵ توسط مرکز آمار ایران انجام شد؛ جمعیت این روستا برابر با ۴۲۶۴ (چهارهزار و دویست و شصت و چهار) نفر (۱۴۶۱ خانوار) بوده است. مردم این روستا گویشی مانند روستاهای اطراف دارند.
1. ↑  «مرکز آمار ایران». بایگانی‌شده از اصلی در ۱۸ آوریل ۲۰۰۹. دریافت‌شده در ۹ دسامبر ۲۰۰۹.